# ملعب مايول
ملعب مايول هو ملعب يقع في وسط مدينة تولون. تبرع بالملعب المغني فيليكس مايول إلى نادي تولون للرغبي، وهو الآن ملك لمدينة تولون. يستضيف الملعب مباريات نادي تولون (وقد استضاف سابقًا مباريات نادي تولون الرياضي) بالإضافة إلى مباريات بطولة تولون (بما في ذلك المباراة النهائية).

## تاريخ
يقع ملعب مايول في قلب المدينة في منطقة ميناء تولون، وهو أحد الملاعب "الأسطورية" للرغبي الفرنسي. موطن لعبة الرغبي و"مينوتس دي لا رادي"، وقد أخذ اسمه من مغني من أوائل القرن العشرين، فيليكس مايول، الذي عرض الأرض وحقوق أغانيه على نادي تولون للرغبي من أجل دفع تكاليف مرافقه لأنه، كما يشرح في مذكراته:
افتتح الملعب في 28 مارس 1920 بمباراة كرة قدم بين قسم كرة الكرة لنادي تولون وستاد سانت رافاييل (فوز لسانت رافاييل 4 إلى 0) ومباراة الرجبي بين نادي تولون ونادي تولوز الأولمبي والتي انتهت بالتعادل 3 إلى 3.
يعد ملعب مايول ملعبًا غير عادي لأنه يقع في قلب مدينة تولون. وكما أشارت صحيفة لا في سبورتيف: "يقدم الملعب مثالاً فريداً في فرنسا لملعب قريب جداً من وسط المدينة". في الواقع، يحتل ملعب مايول موقعًا استراتيجيًا: بالقرب من منطقة بيزاني، المورد الرئيسي للاعبي فريق تولون، وعلى مقربة من كور لافاييت والمقاهي الساحلية حيث كان المشجعون يجتمعون ويتحادثون بحرية، وليس بعيدًا عن بوليفارد دي ستراسبورغ ومطاعمها، المقر الرئيسي للأندية الرياضية في تولون في ذلك الوقت.
في عام 1921، اختفى الملعب تقريبًا. وبالفعل، تم تقديم مشروع لإنشاء مضمار للدراجات إلى المجلس البلدي، وأشار النائب الأول السيد كولومب إلى أن ملعب مايول ليس منشأة دائمة لأنه يشغل موقعًا بموجب تسامح منحته الهندسة العسكرية في بلدية ميشوليت، بالإضافة إلى ذلك طالبت غرفة التجارة بإنشاء خطوط السكك الحديدية التي كان من المقرر أن تربط محطة جنوب فرنسا والميناء التجاري. هذا المشروع، على الرغم من اعتماده من قبل المجلس البلدي، لم يكتمل أبدًا، وفي النهاية تم بناء "جراند بارك أومنيسبورتس" لمدينة تولون في فونت بري اعتبارًا من عام 1936.
وبعد ذلك، عانى ملعب مايول من ويلات الحرب (53 حفرة بالقنابل). وقد أعيد بناؤه أو تجديده في عام 1947، ثم في عام 1965، وفي عام 1983 وفي التسعينيات. منذ عام 2013 أصبح الملعب يتسع لـ 15400 مقعدًا وشهد عظمة ومجد نادي تولون للرغبي، ولكن أيضًا انتكاساته. لمدة عدة مواسم، تقاسم نادي تولون الملعب مع لاعبي نادي سبورتينغ تولون لكرة القدم، الذي كان يلعب آنذاك في الدرجة الأولى. علاوة على ذلك، لا تزال كرة القدم موضوعًا ساخنًا في ملعب مايول، حيث يقام مهرجان بطولة تولون هناك منذ عام 1975.
في أبريل 1990، بني مركز للتسوق خلف الملعب مباشرة وتم إنشاء موقف سيارات يتسع لـ 3000 سيارة تحت الأرض. بمساحة إجمالية قدرها 50 ألف متر مربع، سيتم ضم هذا المركز إلى جانب مركز المؤتمرات (قصر نبتون) وفندق للمندوبين في المؤتمر، وكل ذلك في ساحة بيزانيا.
لقد لعبت جميع الفرق الكبرى في ملعب مايول، كما استضاف الملعب بانتظام مباريات دولية خلال جولات فرق مثل نيوزيلندا (في أعوام 1986 و1990 و1995)، وجنوب أفريقيا وأستراليا وكندا وإيطاليا وروسيا، وغيرها.

## المدرجات
تحيي المدرجات ذكرى لاعبي نادي تولون للرغبي الذين وافتهم المنية بشكل مأساوي:
- منصة بونوس (تطل على خط السكة الحديد القديم، على طول شارع روزفلت)، تخليداً لذكرى ميشيل بونوس، الذي توفي في أغسطس 1959 عن عمر يناهز 44 عاماً، إثر إصابته بسكتة دماغية. القدرة الاستيعابية: حوالي 4,610 مقعدًا. حامل مغطى. 26 صندوقًا لـ 10 أشخاص، أي 260 مكانًا.
- مدرج لافونتان (الرئاسي)، سمي تكريما لجول لافونتان، الذي أصبح عضوا في المقاومة خلال الحرب العالمية الثانية، وسقط تحت الرصاص الألماني أثناء تحرير تولون في عام 1944. السعة: حوالي 3257 مقعدا. حامل مغطى. 38 صندوقًا لـ 8 إلى 16 شخصًا، أو ما يقرب من 48 مكانًا.
- مدرج ديلانجري (المواجه لفارون)، تخليداً لذكرى يوجين ديلانجري الذي توفي في عام 1970. السعة: حوالي 2242 مقعداً.
- مدرج فينالي (عند سفح الفارون)، تكريمًا لتشارلز فينالي، وهو شاب توفي بشكل مأساوي بعد مباراة ساخنة للغاية بين تولون وجرونوبل في تحدي إيف دو مانوار في 26 أكتوبر 1964. القدرة الاستيعابية: حوالي 3,351 مقعدًا.
- مدرجات الجناح الجنوبي والشمالي. على جانبي موقف لافونتان. القدرة الاستيعابية: حوالي 1,766 مقعدًا.
- مدرج ربع دورة. القدرة الاستيعابية: حوالي 795 مقعدًا.
- مدرج بونوس كوارتر تورن: 1,060 مقعدًا. 8 صناديق لـ 12 شخصًا أو 96 مكانًا.

## معرض الصور

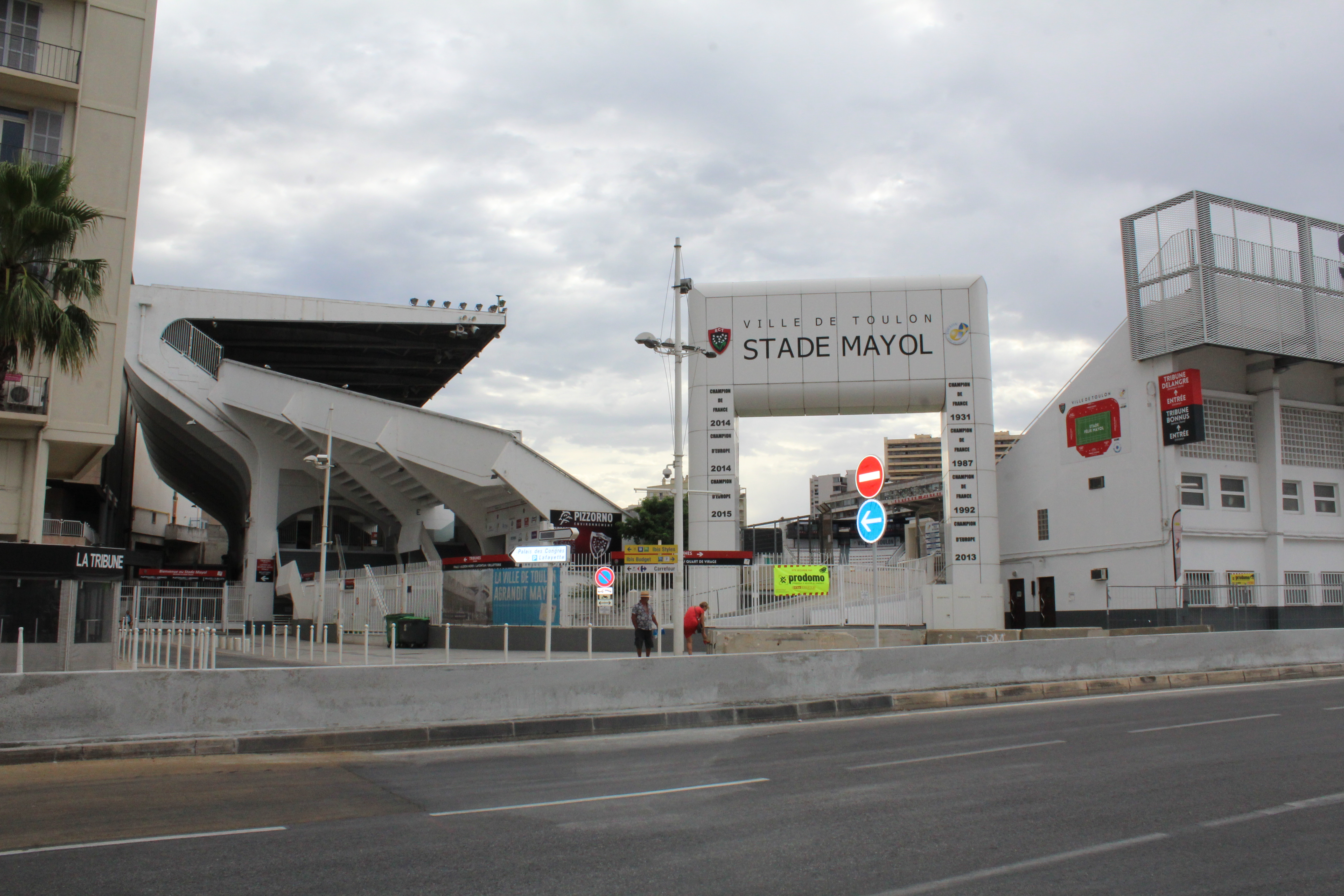
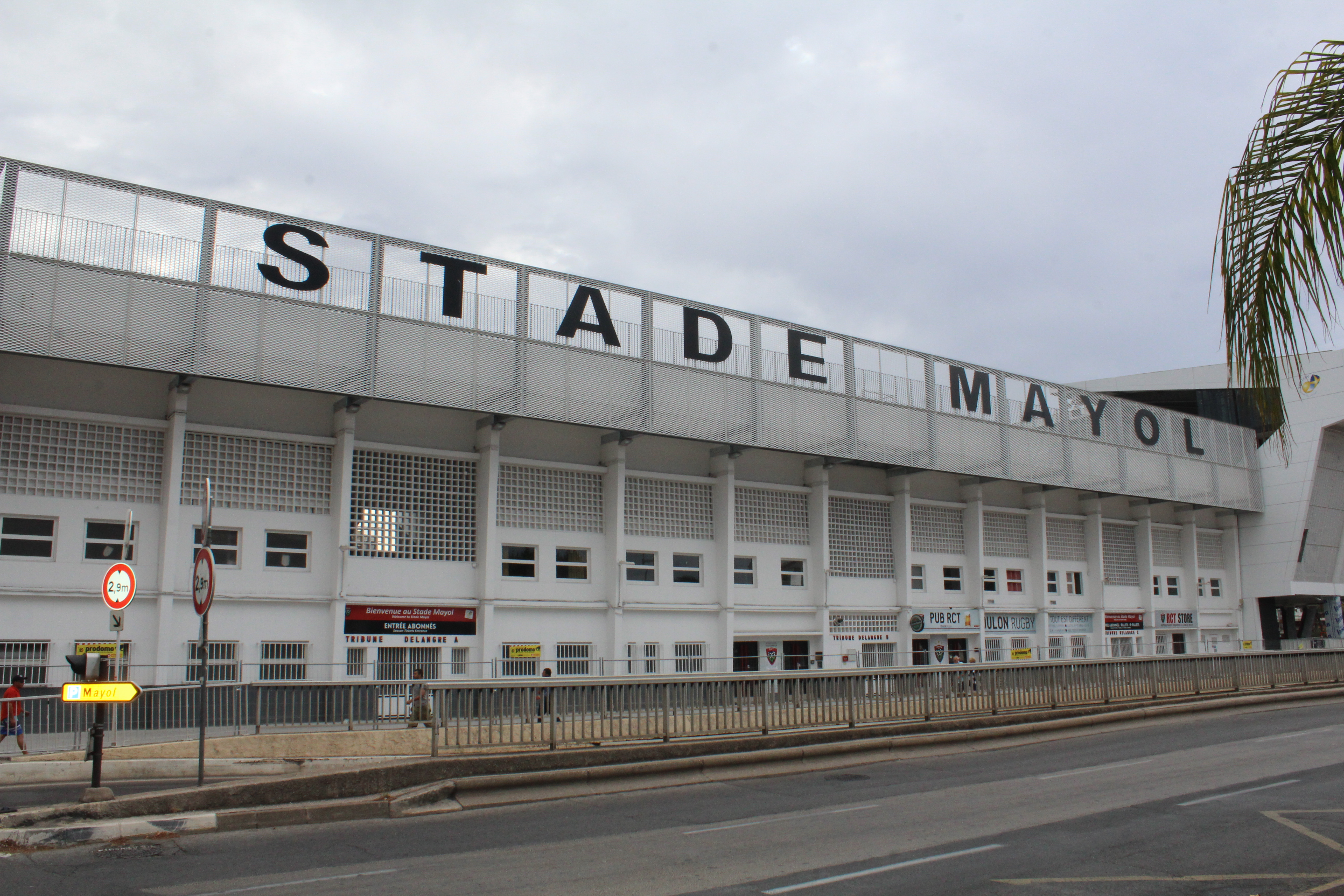
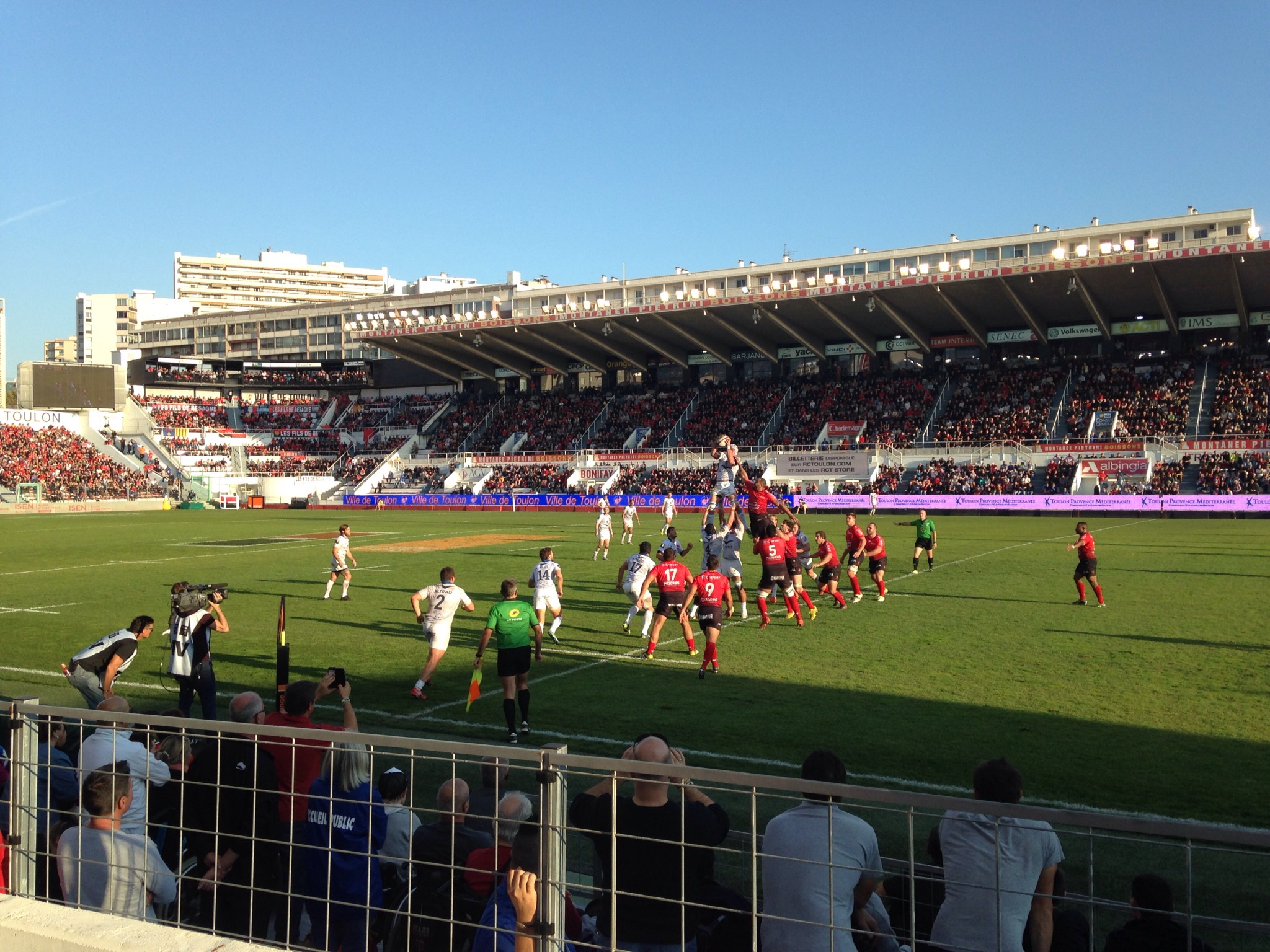
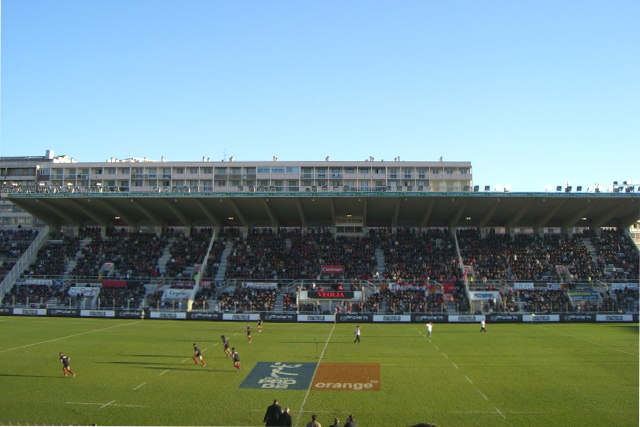
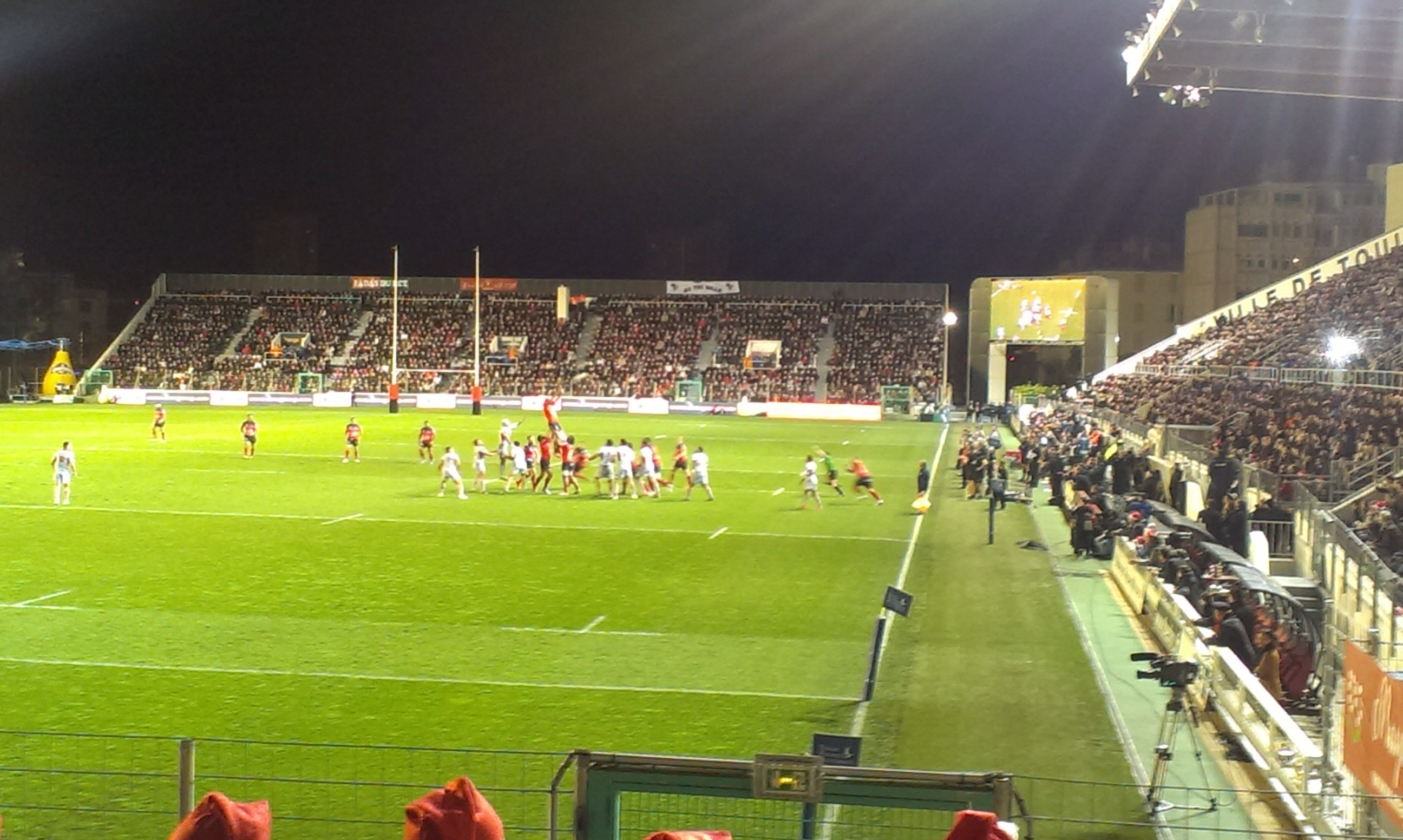

## الحضور
18,131 متفرجًا  يوم السبت 28 أبريل 2018 خلال مباراة تولون - كاستر (اليوم الخامس والعشرون من موسم 2017-2018)، بيعت جميع التذاكر قبل يومين من المباراة.

## بعض التواريخ
- 26 يوليو 1919: ضربة المجرفة الأولى لبناء ملعب مايول بحضور الدكتور بوسكيه (رئيس نادي الرجبي في تولون) والعديد من السلطات السياسية والعسكرية.
- 28 مارس 1920: افتتاح الملعب بحضور السيد كلود (عمدة تولون) وفيليكس مايول.
- 26 مايو 1922: جاء ستاد تولوزين، الذي توج للتو ببطولة فرنسا ضد أفيرون بايونيه، للعب مباراة ودية في ملعب مايول. واحتشد أكثر من 20 ألف متفرج حول الملعب، وطغت المباراة بشكل كامل على وصول رئيس الجمهورية ألكسندر ميليران الذي جاء لزيارة ملعب الميناء.
- 29 مارس 1930: قرر المجلس البلدي تقديم إعانة قدرها 120 ألف فرنك لاستبدال المدرجات العامة التي اجتاحتها العاصفة. وقد تم دفع هذه الإعانة على ثلاثة أقساط سنوية، وكان من المقرر أن يسددها النادي من خلال ضريبة قدرها 15% من إيرادات المباريات الست عشرة الكبرى لمدة لا تقل عن خمس سنوات (مداولة المجلس البلدي في 20 مايو 1930).
- 26 أبريل 1935: تعرض الملعب لأضرار نتيجة إنشاء خط سكة حديد يربط المحطة والميناء التجاري بقرار من المجلس البلدي.
- 24 نوفمبر 1943: أول قصف لقوات الحلفاء لمدينة تولون خلال الحرب العالمية الثانية، مما أدى إلى إصابة معظم الملعب: حيث تم العثور على 53 حفرة قنابل في الملعب.
- 26 سبتمبر 1965: اضطر نادي تولون للرجبي إلى التنازل عن الملعب لمدينة تولون. وقد تم تجديده بعد ذلك وافتتاحه بمباراة ضد الفريق الويلزي من نيوبريدج.
- 10 يوليو 1977: جوني هاليداي يقدم حفلة موسيقية في ملعب مايول.
- 26 يونيو 1980: يقدم بوب مارلي عرضًا في ملعب مايول أمام 22 ألف شخص.
- 7 نوفمبر 1983: افتتاح الملعب الجديد، بعد تجديده بالكامل، بتكلفة إجمالية بلغت 55 مليون فرنك.
- 17 أكتوبر 1990: حقق منتخب بروفانس كوت دازور إنجازًا بفوزه على فريق أول بلاكس (15-19) في ملعب مايول أمام 15000 شخص.
- 17 نوفمبر 2000: جاء المنتخب الفرنسي للتدريب في ملعب مايول قبل مواجهة نيوزيلندا في مرسيليا. حضر هذه الجلسة التدريبية ما يقرب من 5000 متفرج.
- موسم 2005-2006: استثمرت مدينة تولون 750 ألف يورو لترميم المدرجات وإعادة تصميم غرف تبديل الملابس.
- 23 أغسطس 2006: أعلن هيوبرت فالكو (عمدة تولون) أن الملعب سيتم تجديده، مما يزيد من سعته إلى 25000 مقعدًا. سيجعل هذا التجديد ملعب مايول أكبر ملعب في فرنسا مخصص حصريًا لرياضة الرجبي.
- فبراير/شباط 2009: أعلن هوبرت فالكو (عمدة تولون) أنه بعد دراسات عديدة، تقدر تكلفة مشروع توسيع وتجديد مايول بنحو 73 مليون يورو، وهو ما يثير تساؤلات حول المشروع الحالي.
- سبتمبر 2010: تغيير كافة المقاعد في الملعب.
- ربيع 2011: تم تجهيز الملعب بنظام صوتي جديد.
- أغسطس 2011: تم تجهيز الملعب بشاشتين عملاقتين (بتكلفة 1.2 مليون يورو) وتم إنشاء مقاعد جديدة (خاصة في مدرج ديلانجري) مما يسمح بسعة إجمالية تبلغ 14700 مقعدًا.
- أبريل 2013: بسبب مشاركة النادي في مباراة كأس إتش (ربع النهائي على أرضه)، يجب أن يفي الملعب بالمعايير التي فرضها اتحاد الرجبي الأوروبي الذي يسمح بإقامة مباريات الكأس فقط في الملاعب التي تتسع لأكثر من 15000 مقعد، لذلك تم إعادة تطوير ملعب مايول وزيادة سعته مؤقتًا إلى 15020 مقعدًا.
- يوليو 2013: في نهاية الموسم وبعد السمعة المتنامية للنادي، قررت مدينة تولون توسيع الملعب بشكل أكبر من خلال تطوير مدرجات النهائي وديلانجري، مما رفع سعة ملعب مايول الحالية إلى 15400.
- 6 فبراير 2014: خلال الجلسة الصحفية في بيرج، أعلن رئيس بلدية تولون ورئيس النداي أنه في غضون 6 سنوات سيتم زيادة سعة ملعب مايول إلى ما بين 20.000 و 22.000 مقعدًا، بميزانية قدرها 30 مليون يورو (سيتم تدمير مدرج ديلانجري وتوسيعه وتغطيته، وسيتم إعادة تشكيل مدرج فينالي وتغطيته، وسيتم ملء الربع المنحني بين بونوس وديلانجري وسيتم تركيب آلة وزن في الجزء السفلي من مدرج بونوس).
- خلال تقديم فريق تولون 2014/2015 في قصر نبتون، أعلن عمدة تولون، هوبرت فالكو، أن العمل أدى إلى زيادة سعة الملعب بمقدار 100 مقعد. مما يرفع العدد إلى 15,500 مقعدًا. سيتم بناء محطة الوزن الواقعة أمام منصة بونوس في نهاية موسم 2014/2015 وسوف تسمح باكتساب 500 مكان إضافي للوقوف.
- في 19 سبتمبر 2016، تمت الموافقة على بناء الملعب بسعة 16,128 مقعدًا، بدلاً من 15,214: يوفر مدرج بونوس ألف مقعد إضافي. في المرحلة الثانية من العمل، يتم بناء ربع منحنى بونابرت بين مدرجات بونوس وديلانجري، مما سيزيد السعة إلى 18000 مقعدًا و37 صندوقًا (بدلاً من 29) لموسم 2017-2018.
- ويتسع الملعب لـ17,287 مقعدًا، بعضها غير متاح للبيع بسبب انخفاض الرؤية، وبعضها الآخر محجوز لموظفي النادي أو طواقم التلفزيون. وبالتالي، يتم بيع 17,033 تذكرة فقط لكل يوم من أيام البطولة. المدرجات: - لافونتان: 2,683 مقعدًا - الجناح الشمالي والجنوبي: 1,728 مقعدًا - النهائي: 3,351 مقعدًا - ربع دورة: 744 مقعدًا - إضافي: 4,610 مقاعد - إضافي ربع دورة: 1,063 مقعدًا - ديلانجري: 2,313 مقعدًا - الصناديق: حوالي 416 مقعدًا لـ 39 صندوقًا

## الملاحظات والمراجع
1. 1 2 3 4  مذكور في: recensement des équipements sportifs, espaces et sites de pratiques en France. آخر تحديث: 25 أبريل 2017. لغة العمل أو لغة الاسم: الفرنسية. المُؤَلِّف: وزارة الرياضة (فرنسا).
2. ↑  "L'Auto-vélo : automobilisme, cyclisme, athlétisme, yachting, aérostation, escrime, hippisme / directeur Henri Desgrange". Gallica (بالفرنسية). 29 Mar 1920. Retrieved 2022-07-04..
3. ↑  "Résultat et résumé Toulon - Castres, match en direct - Top 14 2017-2018, 25e journée Retour, Samedi 28 Avril 2018". L'Équipe (بالفرنسية). Retrieved 2020-01-01..
4. ↑  "Le Blog des Supporters du RCT - L'actualité RCT au quotidien". blog-rct.com. اطلع عليه بتاريخ 2020-01-01..

## روابط خارجية
- Le stade Mayol sur le site officiel du RCT
- (بالإنجليزية) Stade Mayol, sur worldstadiums.comقالب:Palette